# Sutepe (Gerger)
 (juillet 2014).
Sutepe est un village du district de Gerger, dans la province d'Adıyaman en Turquie.